# BCR Pensii
BCR Pensii este compania de gestionare de fonduri de pensii private obligatorii (pilonul II) a grupului BCR.
A fost înființată în anul 2007, sub numele de BCR Administrare Fond de Pensii.
În noiembrie 2009, BCR Administrare Fond de Pensii și-a schimbat denumirea în BCR Pensii.
În octombrie 2009, compania ocupa poziția a șaptea în topul administratorilor prezenți pe Pilonul II, cu active de 90,5 milioane de lei și 218.383 clienți.

## Istoric
În iunie 2009, BCR Pensii a fuzionat cu Omniasig Fond de Pensii (Omniforte).
În octombrie 2009, BCR Pensii a plătit suma de 8,5 milioane euro pentru achiziția fondurilor OTP Fond de Pensii și Prima Pensie.
În decembrie 2009, BCR Pensii a preluat fondul de pensii facultative (pilonul III) BCR Prudent de la BCR Asigurări de Viață, pentru suma de 2,6 milioane euro.
Fondul BCR Prudent are un grad de risc scăzut și se adresează persoanelor care preferă un plasament prudențial.